# Long Arms Records
Long Arms Records est un label discographique russe fondé en 1996 par Sergueï Kouriokhine et Nick Dmitriev. L'entreprise est située à Moscou en Russie.

## Histoire
Le label est fondé en 1996 par Sergueï Kouriokhine et Nick Dmitriev, et publie sa première référence, Dear John Cage de Sergueï Kouriokhine la même année.
Parmi les musiciens les plus connus, on retrouve John Cage, Morton Feldman, Charles Gayle, Tatjana Grindenko, Alekseï Lioubimov, Vladimir Martynov, Terry Riley et Yoshihide Ōtomo.